# Ґелдон
Ґелдон (пол. Giełdon) — село в Польщі, у гміні Бруси Хойницького повіту Поморського воєводства.
У 1975-1998 роках село належало до Бидгощського воєводства.